# Bienville (Frankrijk)
Bienville is een gemeente in het Franse departement Oise (regio Hauts-de-France) en telt 458 inwoners (2004). De plaats maakt deel uit van het arrondissement Compiègne.

## Geografie
De oppervlakte van Bienville bedraagt 3,5 km², de bevolkingsdichtheid is 130,9 inwoners per km².
De onderstaande kaart toont de ligging van Bienville (Frankrijk) met de belangrijkste infrastructuur en aangrenzende gemeenten.

## Demografie
Onderstaande figuur toont het verloop van het inwonertal (bron: INSEE-tellingen).